# André Pommiès
Pour les articles homonymes, voir Pomiès.
André Pommiès, né le 9 juin 1904 à Bordeaux et décédé le 16 septembre 1972 à Arbus (Pyrénées-Atlantiques), est un militaire et résistant français. Après l'invasion de la zone sud en novembre 1942, il forme clandestinement un Corps franc pyrénéen (CFP), appelé par la suite le Corps Franc Pommiès.

## Biographie
Jean Baptiste André Pommiès naît le 9 juin 1904 à Bordeaux de Joseph Jacques Albert Pommiès, typographe, et de Marie Louise Castillon, giletière. 
Il passe deux années à l'École spéciale militaire de Saint-Cyr, il est nommé sous-lieutenant au 144e régiment d'infanterie de ligne, en 1926. 
Diplômé d'état-major de l'École supérieure de guerre dix ans plus tard, il devient capitaine et se rend à Prague, où il est élève à l'École supérieure de Guerre Tchécoslovaque.
André Pommiès se marie le 5 août 1926 à Bordeaux avec Marie Simonne Iriberry (1906-1996). 
En 1938, il dirige à Lyon le « Bureau de centralisation des Renseignements » de la XIVe région militaire, au sein duquel il crée un centre important de contre-espionnage sous les ordres du lieutenant-colonel Schlesser. Le 5 janvier 1940, il rejoint ce dernier à Paris, ce qui lui permet par la suite de mettre à l'abri d'importantes archives.
Le 25 juin 1940, après l'armistice, ses services sont dans le Sud-Ouest, d'abord au 2e Bureau subdivisionnaire de Tarbes puis à celui de Pau.
Le 2 septembre 1940, André Pommiès est capitaine de la 5e Compagnie du 18e régiment d'infanterzie à Pau, au sein de l'Armée d'armistice.
Le 15 novembre 1940, le colonel d'Anselme lui confie la « mobilisation secrète » de l'armée dans les Landes, les Basses-Pyrénées, l'arrondissement de Mirande et les Hautes-Pyrénées et le 1er novembre 1942, il remplace le chef d'escadron Chanson comme officier de la « mobilisation secrète » de la 17e division militaire. Son nom de résistant est « Le Bordelais ».
Le 11 novembre 1942, à la suite de l'invasion de la zone libre par les armées allemande et italienne, l'armée d'armistice est dissoute. Promu commandant peu avant, André Pommiès garde, dans une vie désormais apparemment civile, tous ses contacts militaires.
Dans le cadre de l'Organisation de résistance de l'Armée (ORA), il peut ainsi constituer clandestinement le Corps Franc « P ». L'organisation est dissoute le 7 septembre 1945 à Berlin, où André Pommiès défile victorieusement à la tête de ses hommes du CFP 49 RI.
De 1946 à 1956, il commande l'École des troupes aéroportées de Pau, puis le 4e Régiment de Cuirassiers. Il suit les cours de l'Institut des hautes études de la défense nationale en tant qu'auditeur. Puis il assume divers commandements dont celui de la subdivision de Pau.
De 1956 à 1958, il reçoit la responsabilité du secteur de Tiaret, en Algérie française. Il est adjoint au général commandant la 5e division blindée en Allemagne, puis est promu général de brigade.
À sa demande, il quitte l'armée quelque temps après et s'installe à Pau avec sa famille. Il meurt à Arbus le 16 septembre 1972.